# Quinta Gameros
La Quinta Gameros è una dimora in stile liberty costruita all'inizio del XX secolo, ubicata nel centro storico della città di Chihuahua, in Messico è considerata uno dei monumenti architettonici più importanti della città.

## Storia

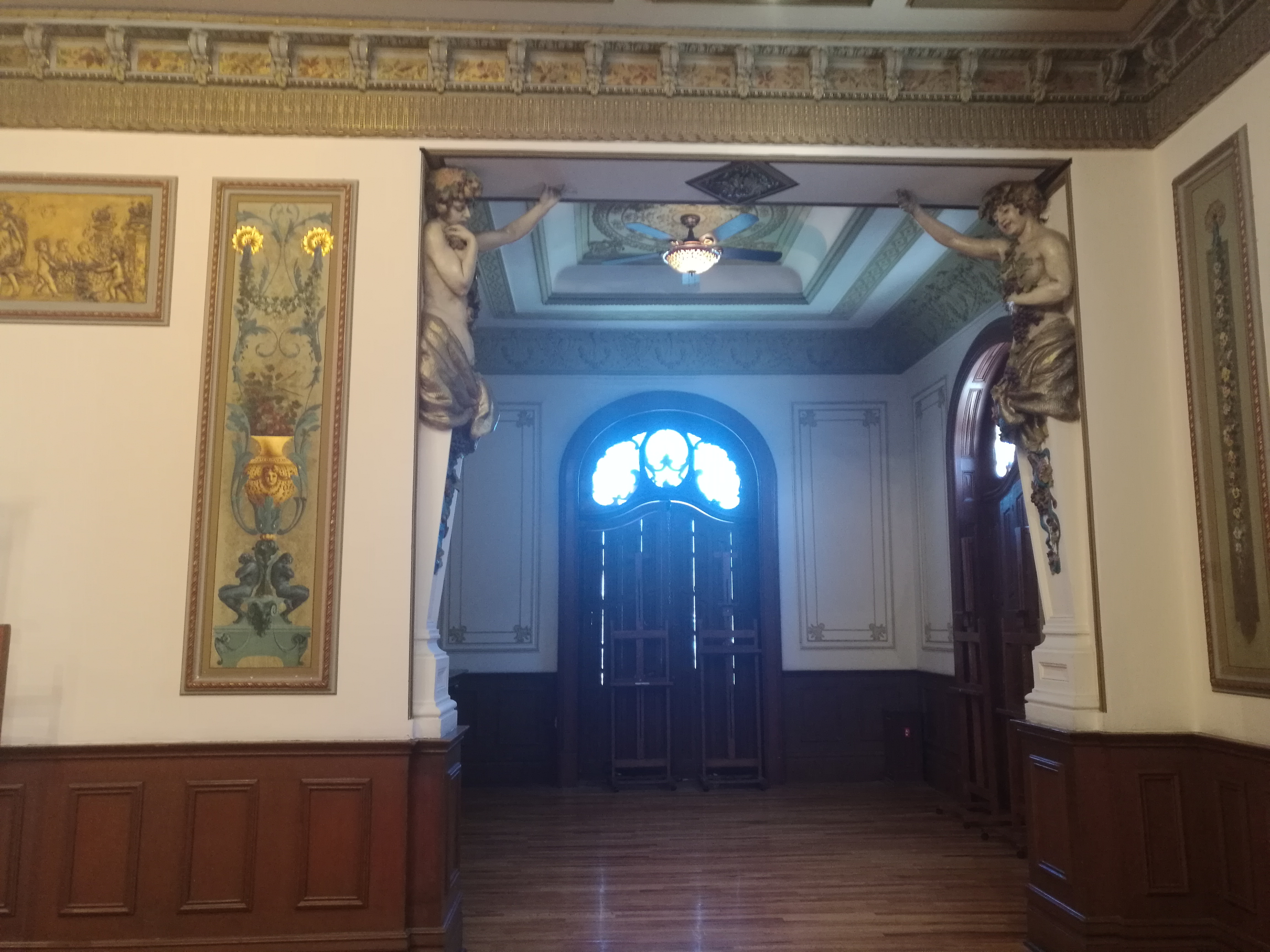
Quinta Gameros interni nel 2017

La Quinta Gameros fu progettata e costruita dal l'ingegner Manuel Gameros Ronquillo, membro di spicco dell'élite politico-imprenditoriale del Porfiriato di Chihuahua, a questo scopo acquistò il terreno su cui la costruì da Gustavo Zork il 18 febbraio 1907; nell'ottobre dello stesso anno iniziò la costruzione su progetto dell'architetto colombiano Julio Corredor Latorre. La costruzione fu completata quasi interamente nel novembre 1910, poco prima dell'inizio della rivoluzione messicana, la quale aveva, in uno dei suoi principali obiettivi, la lotta contro la dominazione dei personaggi dell'élite a cui apparteneva lo stesso Gameros; la vittoria della prima fase della rivoluzione nel maggio 1911 rappresentò pochi cambiamenti, ma la famiglia poté godere della loro villa solo per circa due anni, perché nell'ottobre 1913 Gameros fu nominato senatore nella seconda XXVI legislatura da Victoriano Huerta e nel dicembre di quell'anno le truppe federali furono sconfitte dai rivoluzionari della "Division del Norte", sotto il comando di Francisco Villa e di conseguenza le truppe federali e le principali famiglie della borghesia di Chihuahua evacuarono la città; la famiglia Gameros, insieme a molti altri, andò in esilio negli Stati Uniti. L'8 dicembre 1913, Francisco Villa assunse la governatura di Chihuahua e procedette all'instaurazione di un governo rivoluzionario le cui prime misure includevano il sequestro o l'intervento sui beni delle famiglie nemiche, tra queste anche la Quinta Gameros, che fu trasformata nella residenza e nell'ufficio dell'allora Primo Capo dell'Esercito Costituzionalista, Venustiano Carranza, il 12 aprile 1914, giorno del suo arrivo a Chihuahua. Il colloquio tra Carranza e Villa si svolse alla Quinta Gameros, e alla fine avrebbe causato la rottura tra i due capi, Villa rispose concentrando le sue forze intorno alla Quinta e minacciando di attaccare le guardie di Carranza. L'assalto fu evitato all'epoca, ma i rapporti tra i due, già tesi in precedenza, non si ripresero più. Quando Carranza lasciò la città di Chihuahua, la Quinta Gameros continuò a servire per differenti scopi, come un ufficio governativo, una caserma e un ospedale militare; nel 1921 il governo di Álvaro Obregón restituì molte proprietà sequestrate ai loro antichi proprietari, tra cui anche la Quinta Gameros che fu nuovamente abitata dalla famiglia che l'aveva costruita, che era rientrata dagli Stati Uniti, da quell'anno fino al settembre 1926. Il 9 novembre dello stesso anno, la famiglia Gameros vendette la villa al governo di Chihuahua, che utilizzò l'edificio come sede della Corte Suprema di Giustizia di Chihuahua e gli uffici del Dipartimento dell'Istruzione dello stato, con il quale il suo nome divenne "Palazzo di Giustizia e Pubblica Istruzione", in seguito quando gli uffici vennero trasferiti, divenne sede di una stazione radio, successivamente della Junta Central de Aguas e la Junta Local de Caminos e divenne anche nuovamente un ospedale. L'8 dicembre 1954, il governatore Óscar Soto Maynez decretò la creazione dell'Università di Chihuahua e designò la Quinta Gameros come sede della direzione e delle scuole di Ingegneria, Legge e Musica; la direzione rimase nell'edificio fino al 1958 e il 9 maggio di quell'anno l'allora governatore Teófilo Borunda ordinò che l'edificio diventasse il Museo Regionale di Chihuahua, sotto l'amministrazione dell'Università stessa e dell'Istituto Nazionale di Antropologia e Storia. Il Museo Regionale è stato inaugurato ufficialmente il 22 novembre 1961 dal presidente del Messico Adolfo López Mateos. Il 19 ottobre 1968 l'Università ottenne l'autonomia e da quel momento la Quinta Gameros entrò a far parte del suo patrimonio. Nel 1971 i mobili del signor Pedro Fossas Requena, della cosiddetta "Collezione Requena" che si trovava nell'omonimo palazzo di Città del Messico, vennero esposti nella Quinta come mostra permanente. Nel settembre 1991, il Consiglio Universitario dell'UACH, (Universidad Autonoma de Chihuahua), decise che il Museo Regionale Quinta Gameros, avrebbe ricevuto il nome ufficiale di Centro Culturale Universitario Quinta Gameros, nome che conserva ancora oggi. Il 5 agosto 1999, la Comisión Nacional de Zonas y Monumentos Artísticos, emise una sentenza, con la quale, la Quinta Gameros, venne dichiarata "Monumento Artistico Nazionale". Tale sentenza è stata formalizzata mediante l'Accordo n. 289, pubblicato nella Gazzetta Ufficiale della Federazione il 22 dicembre 2000.

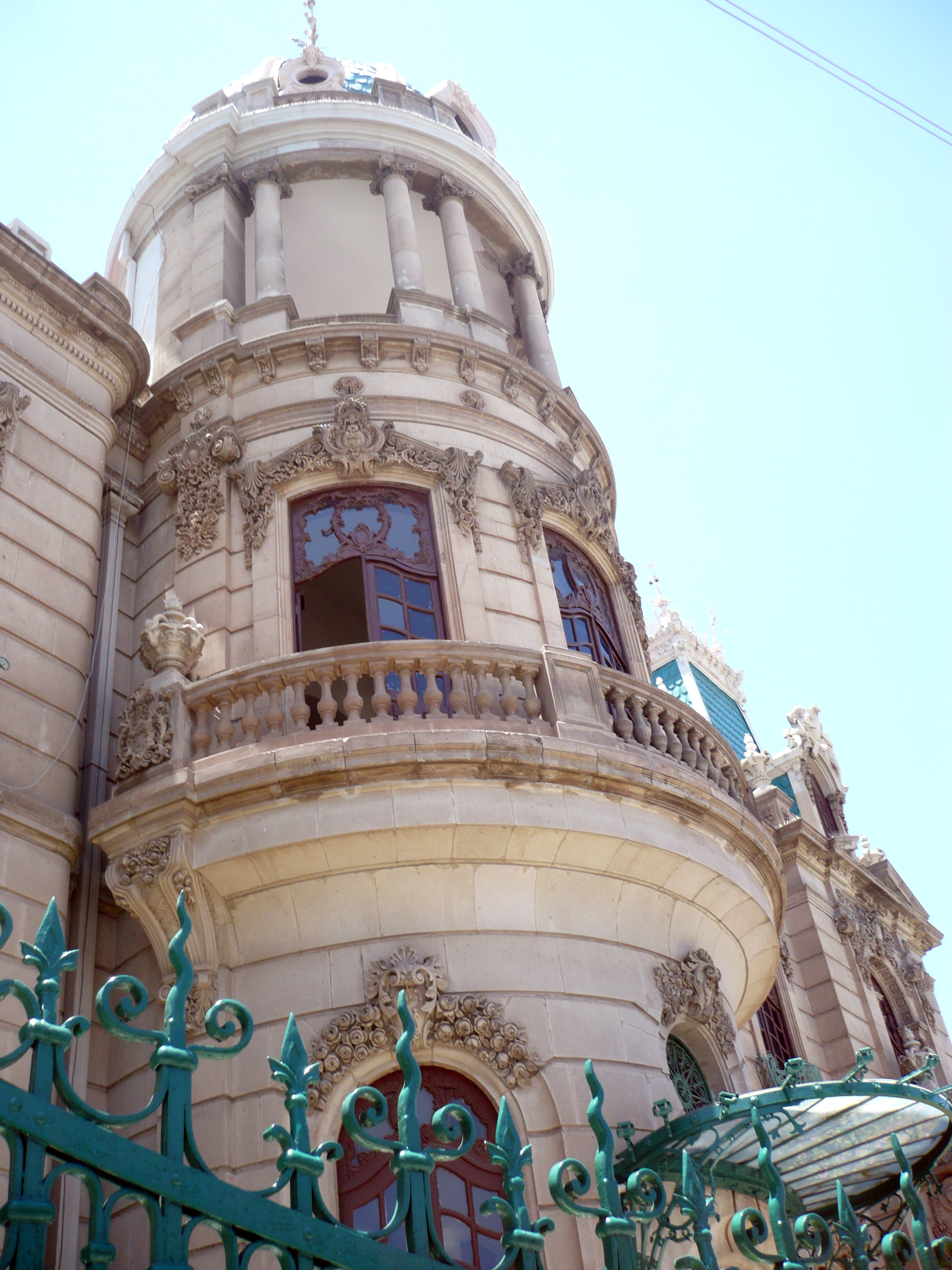
Torretta sulla facciata laterale

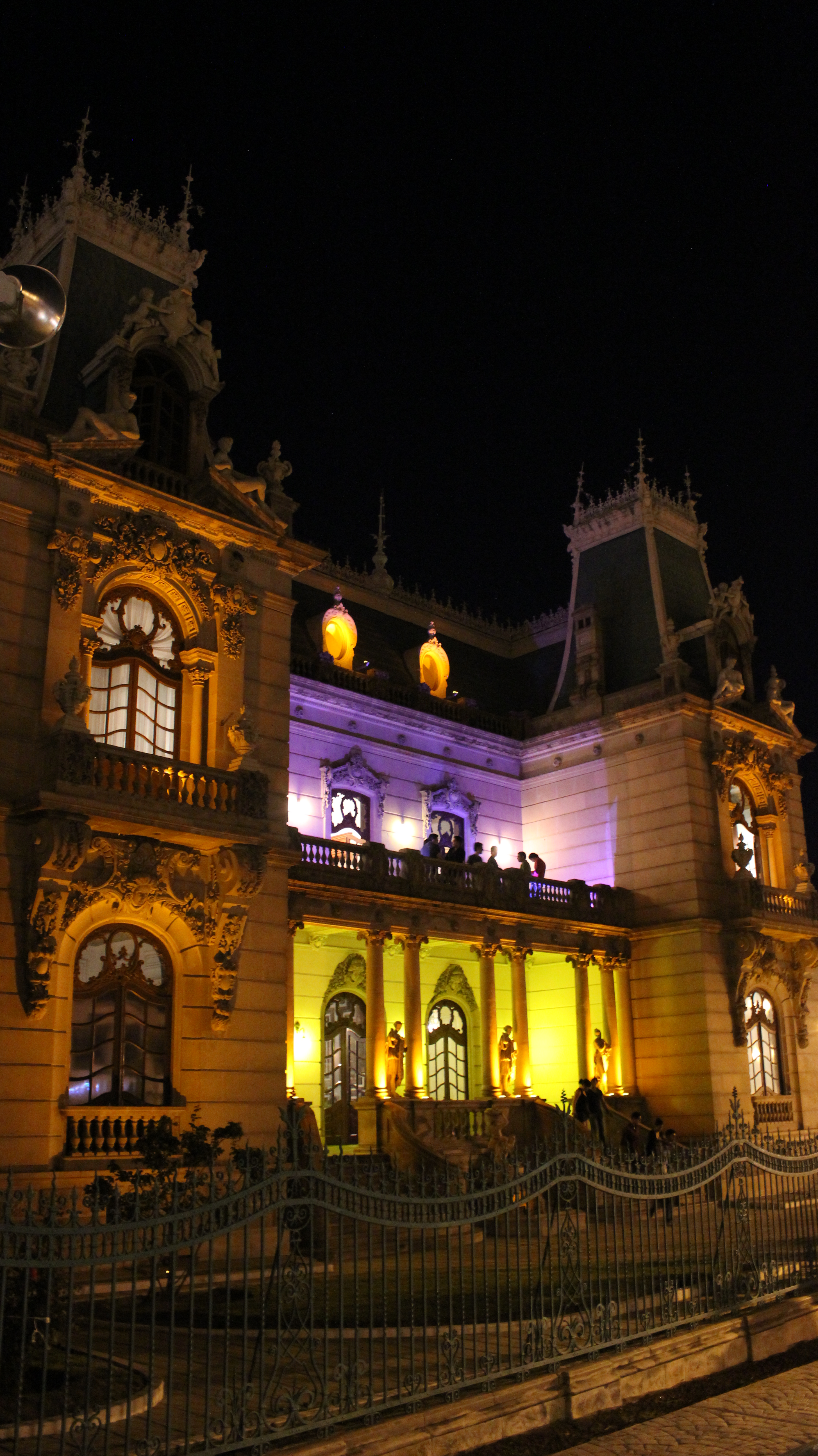
Quinta Gamerones, vista notturna 2013